# Ga Muwol
Ga Muwol là nhà ga đã đóng cửa nằm trên Tuyến Gyeongbu.